# Argentina en los Juegos Paralímpicos de Londres 2012
La participación de Argentina en los Juegos Paralímpicos de Londres 2012 fue la 14.ª actuación paralímpica de los deportistas argentinos, en la también 14.ª edición de los Juegos Paralímpicos. 
La delegación argentina se presentó en 15 deportes (atletismo, boccia, ciclismo en ruta, equitación, fútbol 5, fútbol 7, judo, halterofilia, remo, vela, tiro, natación, tenis de mesa, esgrima en silla de ruedas y tenis en silla de ruedas), con 60 deportistas, de las cuales sólo 10 fueron mujeres continuando la brecha de género que comenzó a presentarse en 1984. La delegación de varones fue la más amplia de todas las enviadas hasta entonces. Argentina compitió en 8 deportes (45 eventos) masculinos y 4 deportes (17 eventos) femeninos.
El equipo paralímpico obtuvo 5 medallas (1 de plata y 4 de bronce) y Argentina ocupó la 62.ª posición en el medallero general, sobre 164 países participantes. Las medallas fueron obtenidas por el judo (2), el atletismo (1), la natación (1) y el cicilismo de ruta (1). Argentina ocupó la 11.ª posición en el medallero de judo. Los varones obtuvieron 4 medallas y las mujeres 1 medalla. La delegación obtuvo también 23 diplomas paralímpicos.

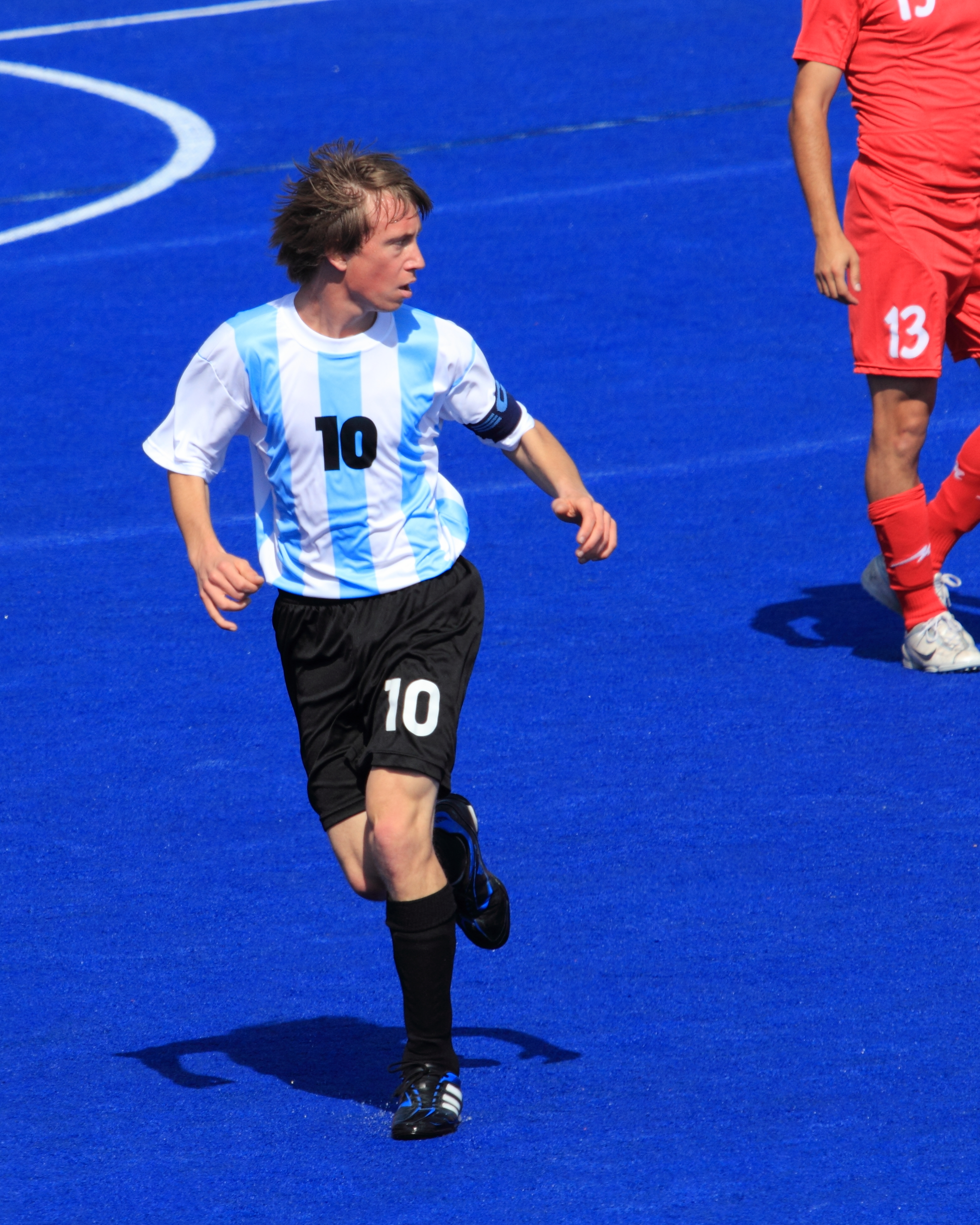
Futbolista Rodrigo Luprin.

El abanderado del país en la ceremonia inaugural de los juegos fue el nadador Guillermo Marro. En los desempeños individuales se destaca el judoca Jorge Lencina, único deportista argentino en haber competido en los Juegos Olímpicos (Atlanta 1996, Sídney 2000 y Atenas 2004) y Paralímpicos (Atenas 2004, Pekín 2008, Londres 2012 y Río 2016), obteniendo además dos medallas paralímpicas y un diploma olímpico.

## Medallistas
| Medalla | Nombre         | Deporte   | Evento                 |
| ------- | -------------- | --------- | ---------------------- |
|         | José Effrón    | Judo      | Hasta 81 kilos         |
|         | Nadia Báez     | Natación  | 100 metros pecho       |
|         | Jorge Lencina  | Judo      | Hasta 85 kilos         |
|         | Rodrigo López  | Ciclismo  | Persecución individual |
|         | Hernán Barreto | Atletismo | 200 metros             |

## Dos medallas en judo
El equipo de judo aportó dos medallas: una de plata ganada por José Effrón (-81k) y otra de bronce ganada por Jorge Lencina (-90k). El judo mejoró así su buen desempeñó alcanzado en Pekín 2008, donde obtuvo dos medallas de bronce. Argentina ocupó la 11.ª posición en el medallero del judo.
Effrón venció en cuartos de final al iraní Seyed Amir Mirhassan Nattajsolhdar por un waza-ari y un yuko, contra solo un yuko de su contrincante. En semifinal venció al español Abel Vázquez Cortijo al lograr su segundo waza-ari.
En la final, Effron enfrentó a Olexandr Kosinov de Ucrania en un combate sumamente parejo que cumplió el tiempo reglamentario con los dos judocas empatados en un wasa-ari por lado. La medalla se definió entonces a la primera ventaja, que favoreció al ucraniano ganando en el desempate por apenas un yuko.
| Judo Varones Hasta 81 kilos Participantes: 12 | Judo Varones Hasta 81 kilos Participantes: 12 | Judo Varones Hasta 81 kilos Participantes: 12 | Judo Varones Hasta 81 kilos Participantes: 12 | Judo Varones Hasta 81 kilos Participantes: 12 | Judo Varones Hasta 81 kilos Participantes: 12 |
|                                               | Atleta                                        | País                                          |                                               |                                               |                                               |
| --------------------------------------------- | --------------------------------------------- | --------------------------------------------- | --------------------------------------------- | --------------------------------------------- | --------------------------------------------- |
| 1                                             | Olexandr Kosinov                              | Ucrania                                       |                                               |                                               |                                               |
| 3                                             | José Effron                                   | Argentina                                     |                                               |                                               |                                               |
| 3                                             | Isao Cruz Alonso                              | Cuba                                          |                                               |                                               |                                               |
| 3                                             | Matthias Krieger                              | Alemania                                      |                                               |                                               |                                               |
| Fuente: IPC.                                  |                                               |                                               |                                               |                                               |                                               |

El cordobés Jorge Lencina es el único caso -al menos hasta 2016- de un deportistas argentino que ha competido tanto en los Juegos Olímpicos como en los Juegos Paralímpicos. Lencina integró las delegaciones argentinas a los juegos olímpicos de Atlanta 1996, Sídney 2000 y Atenas 2004, integrando una generación de judocas que aportaron a ese deporte numerosos diplomas olímpicos y las primeras medallas con Paula Pareto, a partir de Pekín 2008. Él mismo obtuvo en Atenas 2004 un diploma olímpico al haber finalizado 7.º en la categoría hasa 66 kilos. Lencinas había obtenido una medalla de bronce en Pekín 2008, y participó entre 1996 y 2016 en siete juegos olímpicos y paralímpicos.
En Londres Lencina compitió en la categoría hasta 90 kilos. En cuartos de final venció por ippon al brasileño Roberto Julian SAntos da Silva. En la semifinal debió enfrentar al último campeón paralímpico, el británico Samuel Ingram, resultando vencido por un  waza-ari.
Lencina debió disputar entonces una de las dos medallas de bronce con Hani Asakereh, quien había ganado la medalla de bronce en la misma categoría, en Atenas 2004. El combate fue ganado de manera contundente por Lencina, al dejar fuera de combate a su contrincante con un ippon.
| Judo Varones Hasta 90 kilos Participantes: 12 | Judo Varones Hasta 90 kilos Participantes: 12 | Judo Varones Hasta 90 kilos Participantes: 12 | Judo Varones Hasta 90 kilos Participantes: 12 | Judo Varones Hasta 90 kilos Participantes: 12 | Judo Varones Hasta 90 kilos Participantes: 12 |
|                                               | Atleta                                        | País                                          |                                               |                                               |                                               |
| --------------------------------------------- | --------------------------------------------- | --------------------------------------------- | --------------------------------------------- | --------------------------------------------- | --------------------------------------------- |
| 1                                             | Jorge Hierrezuelo Marcillis                   | Cuba                                          |                                               |                                               |                                               |
| 2                                             | Samuel Ingram                                 | Reino Unido                                   |                                               |                                               |                                               |
| 3                                             | Jorge Lencina                                 | Argentina                                     |                                               |                                               |                                               |
| 3                                             | Dartanyon Crockett                            | Estados Unidos                                |                                               |                                               |                                               |
| Fuente: IPC.                                  |                                               |                                               |                                               |                                               |                                               |

## Medalla de bronce en ciclismo
Rodrigo López ganó una medalla de bronce en ciclismo, en la prueba de persecución individual. López ya había ganado una medalla de bronce y dos diplomas paralímpicos en Atenas 2004, a los que sumó tres diplomas más en Pekín 2008.
El evento tuvo una etapa preliminar en la que los nueve ciclistas clasificados definieron en forma directa su acceso a la disputa por una medalla. López salió cuarto en esa etapa preliminar y disputó la medalla de bronce con el alemán Michael Teuber, ganador de cuatro medallas olímpicas de oro y una de plata. En la carrera por el bronce López superó a Teuber al cronometrar un tiempo de 4:04.559, contra los 4:10.965 que marcó el ciclista alemán.
| Ciclismo Varones Persecución individual Participantes: 9 | Ciclismo Varones Persecución individual Participantes: 9 | Ciclismo Varones Persecución individual Participantes: 9 | Ciclismo Varones Persecución individual Participantes: 9 |
|                                                          | Deportista                                               | País                                                     |                                                          |
| -------------------------------------------------------- | -------------------------------------------------------- | -------------------------------------------------------- | -------------------------------------------------------- |
| 1                                                        | Mark Colbourne                                           | Reino Unido                                              |                                                          |
| 2                                                        | Zhangyu Li                                               | Chile                                                    |                                                          |
| 3                                                        | Rodrigo López                                            | Argentina                                                |                                                          |
| Fuente: IPC.                                             |                                                          |                                                          |                                                          |

## Medalla de bronce en natación
Nadia Báez ganó la medalla de bronce en la prueba de 100 metros pecho. Báez salió primera en su serie claificatoria, marcando un tiempo de 1:32.07, accediendo así a la final. 
| Natación Mujeres 100 m pecho SB11 Participantes: 11 | Natación Mujeres 100 m pecho SB11 Participantes: 11 | Natación Mujeres 100 m pecho SB11 Participantes: 11 | Natación Mujeres 100 m pecho SB11 Participantes: 11 | Natación Mujeres 100 m pecho SB11 Participantes: 11 |
|                                                     | Atleta                                              | País                                                | Tiempo                                              |                                                     |
| --------------------------------------------------- | --------------------------------------------------- | --------------------------------------------------- | --------------------------------------------------- | --------------------------------------------------- |
| 1                                                   | Maja Reichard                                       | Suecia                                              | 1:27.98                                             |                                                     |
| 2                                                   | Yana Berezhna                                       | Ucrania                                             | 1:29.99                                             |                                                     |
| 3                                                   | Nadia Báez                                          | Argentina                                           | 1:31.21                                             |                                                     |
| Fuente: IPC.                                        |                                                     |                                                     |                                                     |                                                     |

## Medalla de bronce en atletismo
Hernán Barreto ganó la medalla de bronce en la prueba de 200 metros llanos. Báez salió primero en su serie claificatoria, marcando un tiempo de 0:27.19, accediendo así a la final. 
| Atletismo Varones 200 m T35 Participantes: 11 | Atletismo Varones 200 m T35 Participantes: 11 | Atletismo Varones 200 m T35 Participantes: 11 | Atletismo Varones 200 m T35 Participantes: 11 | Atletismo Varones 200 m T35 Participantes: 11 |
|                                               | Atleta                                        | País                                          | Tiempo                                        |                                               |
| --------------------------------------------- | --------------------------------------------- | --------------------------------------------- | --------------------------------------------- | --------------------------------------------- |
| 1                                             | Iurii Tsaruk                                  | Ucrania                                       | 0:25.86                                       |                                               |
| 2                                             | Xinahan Fu                                    | China                                         | 0:26.21                                       |                                               |
| 3                                             | Hernán Barreto                                | Argentina                                     | 0:26.59                                       |                                               |
| Fuente: IPC.                                  |                                               |                                               |                                               |                                               |

## Diplomas paralímpicos
Estos fueron los ganadores de diplomas argentinos: Natación: Guillermo Marro (100 espalda), Anabel Moro (100 pecho), Nadia Báez (400 libre), Ignacio González (400 libre; 200 combinados, 100 espalda y 100 pecho) y Daniela Giménez (100 pecho). Ciclismo: Alberto Nattkemper (persecución y sprint) y Rodrigo López (kilómetro y contrarreloj individual). Tenis de mesa: Fernando Eberhardt (en singles) y Fernando Eberhardt y Gabriel Cópola (en dobles). Atletismo: Nadia Schaus (100 m), Yanina Martínez (100 m), Hernán Barreto (100 m), Mariela Almada (disco), Sebastián Baldassarri (disco) y Sergio Paz (disco).

## Deportistas
- varones (50): Federico Acardi, Sebastián Baldassarri, Hernán Barreto, Guido Consoni, Gabriel Cópola, Fabio Coria, José David Coronel, Pablo Cortez, Matías de Andrade, Ángel Deldo, Fernando Eberhardt, José Effrón, Matías Fernández Romano, Gustavo Fernández, Juan Fernández, Carlos Ferreyra, Claudio Figuera, Osvaldo Gentili, Ignacio González, Pablo González, Patricio Guglialmelli Lynch, Sergio Gutiérrez, Mauricio Ibarbure, Jonatan Ithurrart, Ezequiel Jaime, Agustín Ledesma, Darío Lencina, Jorge Lencina, Rodrigo Fernando López, Rodrigo Lugrin, Rodrigo Lúquez, Guillermo Marro, Mariano Morana, Gustavo Nahuelquin, Alberto Luján Nattkemper, Froilán Padilla, José Palavecino, Marcelo Panizza, Sergio Paz, David Peralta, Ariel Quassi, Rodolfo Ramírez, Lucas Rodríguez, Luis Sacayan, Marcos Salazar Robert, José Luis Santero, Silvio Velo, Brian Vivot, Carlos Vysocki y Sergio Zayas.[1]

- mujeres (10): Mariela Almada, Nadia Báez, Daniela Giménez, Marta Makishi, Yanina Andrea Martínez, Anabel Moro, Giselle Muñoz, Perla Amanda Muñoz, Nadia Schaus y  Gabriela Villano.[1]